# Mòmmol
Mòmmol o Euni Mòmmol (en llatí Eunius Mummolus o Mommolus o Mummulus, en francès Mummol o Momble- († 585),, probablement un gal·loromà, fill del comte d'Auxerre Pœonius (Peoni). Mòmmol fou comte d'Auxerre a partir del 561, i fou també general i patrici de la Provença borgonyona al servei del rei franc Guntram de Borgonya de 569 a 581.

## Orígens
La seva carrera comença per un frau. Després de la mort de Clotari I (561) Poeonius va enviar el seu fill al rei Guntram amb presents per tal de garantir el seu títol de comte, però Mòmmol els va utilitzar per a la seva pròpia promoció com a comte d'Auxerre. El 568 va fer fora de Tours a Clodoveu, fill de Khilperic I,; després es va distingir en el moment de la primera invasió llombarda de la Gàl·lia. El 569 el patrici Amat va morir en combat contra els longobards i Mòmmol el va reemplaçar. Passa per haver estat un dels millors estrategs del seu temps.

## Guerra contra els longobards
El 571 els longobards van envair de nou Provença. Mòmmol els va derrotar a Mustias Calmes, prop d'Embrun i els va obligar a repassar els Alps. L'any següent va derrotar a la població d'Estoublon una banda de saxons, que havien participat amb els longobards a la invasió d'Itàlia. Els invasors abandonaren els seus presoners i oferiren presents a Mòmmol, però van proposar de tornar per sotmetre's als francs com auxiliars i establir-se a la Gàl·lia; reaparegueren efectivament amb dones i nens a la zona de Niça i d'Embrun. Reunits a la regió d'Avinyó, es van apoderar de la collita dels camps, i després es disposaven a passar el Roine per arribar a Alvèrnia, possessió del rei d'Austràsia Sigebert I, i retornar a Saxònia. Mòmmol no els va permetre el pas més que contra un pesat tribut en or.
El 574 els ducs longobards Amó, Zaban i Rodan van llençar un triple atac contra la Gàl·lia. Amó va arribar a Mague (prop de Caumont) a la regió d'Avinyó per Embrun; Zaban va arribar a Valence i Rodan va assetjar Grenoble. Amó va prendrà els ramats de la plana de la Crau i va exigir rescat a Ais de Provença. Mòmmol va anar en ajut de Grenoble. Rodan, ferit, es va unir a Zaban amb 500 homes i els dos ducs es retiraren a Embrun, abans de ser expulsats més enllà dels Alps per Mòmmol. Assabentant Amó, es va retirar al seu torn tornant a Itàlia amb l'arribada de l'hivern. Una última banda, després d'haver destrossat l'abadia de Saint-Maurice d'Agaune al Valais, fou derrotada prop de Bex. Guntram va tancar l'entrada a la Gàl·lia ocupant Aosta i Susa, al vessant italià dels Alps.
Després de les guerres amb els longobards, Mòmmol va intervenir a Aquitània en el conflicte entre el rei d'Austràsia Sigebert I i el rei de Soissons Khilperic I. Va aconseguir derrotar a Desideri de Tolosa, el general de Khilperic, al Llemosí el 576.

## La revolta de Gondobald
El 581 va trencar amb Guntram i es va retirar a Avinyó, sota la protecció del rei Khildebert II, a qui la ciutat pertanyia. Es va unir a la revolta de Guntram Bosó, i va acollir al pretendent al regne d'Aquitània Gondobald, que es deia fill de Clotari I i que acaba d'arribar de Constantinoble a Marsella a finals del 582. Després del canvi de Guntram Bosó, que es va apoderar del tresor de Gondobald, va amagar a aquest últim en una illa, una de les illes d'Hyères o de les illes de Lérins. Mòmmol fou assetjat a Avinyó per Guntram Bosó, que es va haver de retirar després de la intervenció de l'exèrcit de Khildebert II (583).
A la mort de Khilperic I, el setembre 584, Mòmmol va cridar a Gondobald. Se'ls va unir també Desideri, duc de Tolosa, que s'acaba d'apoderar-se del tresor de Rigunda, filla del rei difunt. Gondobald va abandonar Avinyó amb els seus partidaris, va travessar Alvèrnia, i va arribar al Llemosí, fent-se proclamar rei a Brives el desembre 584, per elevació sobre l'escut. Després va recórrer l'Aquitània i la Novempopulània per fer-se reconèixer i reunir un exèrcit.
Guntram, que havia designat al jove rei d'Austràsia Khildebert II com el seu hereu, va reunir les seves forces. Gondobald, després d'haver intentat vanament negociar amb Guntram, i després de la defecció del duc Desidero, va passar el Garona i es va refugiar a Comenge, on fou assetjat per l'exèrcit de Guntram. El març dels 585, els seus assetjadors van negociar secretament amb Mòmmol i els altres conjurats, perquè lliuressin a Gondobald a canvi de les seves vides. Gondobald, traït, fou expulsat de la ciutat i mort, i després els assetjants van destruir Sant Bertran de Commenge Comminges i van massacrar els habitants. Mòmmol fou mort amb els principals implicats.